# Лібера
Лібе́ра (лат. Libera) — давньоримська богиня родючості, дружина Лібера (Бахуса), інколи ототожнювалася з Прозерпіною. Вважалась помічницею виноробів та виноградарів, також — покровителькою жіночого запліднення.
На честь Лібера та Лібери існували офіційні свята — лібералії, 17 березня.
Іменем Лібери пойменовано астероїд, відкритий 1913 року — 771 Лібера.